# Serwer plików
Serwer plików (ang. file server) – serwer, który udostępnia w sieci komputerowej określone zasoby plikowe komputera.
Udostępnianie może być zrealizowane poprzez:
- protokół komunikacyjny np.:
  - FTP – i wtedy jest to serwer FTP
  - HTTP – i wtedy jest to serwer WWW

- sieciowy system plików np.:
  - NFS
  - Coda
  - Andrew FS